# Faguibine
Der See Faguibine ist ein See im westafrikanischen Staat Mali am südlichen Rand der Sahara.

## Beschreibung
Der See liegt 80 km westlich von Timbuktu und 75 km nördlich des Niger, mit dem er durch ein System von kleineren Seen und Kanälen verbunden ist. In den Jahren, in denen die jährlichen Überflutungen entlang des Niger ausreichend hoch sind, fließt Wasser aus dem Fluss in den See. Seit der Dürre in der Sahelzone der 1970er und 1980er Jahre war der See jedoch meist ausgetrocknet. Wasser hat seitdem nur selten den See erreicht und selbst wenn, dann wurde der See nur teilweise mit Wasser gefüllt. Dadurch ist das lokale Ökosystem teilweise zusammengebrochen.

## System des Faguibine
Der See ist Teil eines Systems aus fünf miteinander verbundenen, tiefliegenden Senken, die sich in Abhängigkeit von der Höhe des jährlichen Hochwassers des Flusses Niger mehr oder weniger mit Wasser füllen. Der See Faguibine ist mit Abstand die größte dieser Senken mit einer Oberfläche von 590 km².:S. 2 Der Niederschlag in der Umgebung des Sees beträgt weniger als 200 mm pro Jahr und hat nur einen marginalen Einfluss auf die Wasserstände in den Senken.
Die Senken sind mit dem Fluss Niger durch zwei Kanäle verbunden. Der südlichere Kondi-Kanal (64 km lang) zweigt ein paar Kilometer flussabwärts von Diré vom Niger ab und mäandriert dann durch die Killi-Ebene. Der größere, nördlich gelegene Tassakane-Kanal (104 km lang) zweigt vom Niger weiter stromabwärts in der Nähe von Korioumé ab und schlängelt sich durch die Kessou-Ebene. Die beiden Kanäle vereinigen sich östlich von Goundam und münden nach weiteren 20 km in das südliche Ende des Sees Télé.:S. 14 Der Télé ist an seinem nördlichen Ende mit dem Takara-See verbunden. Wasser fließt aus dem nördlichen Ende des Takara über eine felsige Schwelle bei Kamaïna, fließt von dort in Richtung Westen, am Dorf Bintagoungou vorbei und erreicht dann den Faguibine.
Sowohl der See Télé als auch der Takara müssen vollständig gefüllt sein, bevor Wasser über die Schwelle bei Kamaïna fließen und den Faguibine befüllen kann. In ähnlicher Weise gibt es zwei Seen im Osten des Faguibine (Kamango und Gouber), die nur dann Wasser bekommen, wenn der Faguibine voll ist.:S. 18 Zum vollständigen Füllen des 590 km² großen Sees Faguibine sind etwa 4 km³ Wasser erforderlich. Das entspricht rund 17 % des durchschnittlichen jährlichen Durchflusses des Niger zwischen 1970 und 1998 bei Diré.:S. 20
Der Seegrund ist sehr fruchtbar und bietet den sesshaften Bauern ideales Land, wenn der See nur teilweise gefüllt ist. Dies ermöglicht Nahrungsmittelanbau entlang des Seerandes und das Gedeihen von Bourgou (Echinochloa stagnina) in tiefer liegenden Gebieten, um während der Trockenzeit Weidefläche zu bieten. Diese Art der Nutzung erfordert viel weniger Wasser, nämlich nur rund 0,5 km³.:S. 20

## Einfluss der jährlichen Überflutungen durch den Niger-Fluss
Das Befüllen des Sees Faguibine mit Wasser aus dem Fluss Niger ist einerseits abhängig von der Höhe der jährlichen Flut als auch vom freien Fluss von Wasser entlang des komplexen und 170 km langen Kanalsystems, das den See mit dem Fluss verbindet. Die jährlichen Überflutungen entlang des Niger sind das Ergebnis von schweren Regenfällen in Guinea und vom Wasserstand des wichtigen Nebenflusses Bani, der durch die nördliche Elfenbeinküste und den Südwesten Malis fließt. In allen diesen Regionen liegt der Höhepunkt der Regenzeit im Monat August.:S. 18–19  Die Regenmengen, und damit die Höhe der Überflutungen, variiert von Jahr zu Jahr. In Jahren mit hohem Wasserstand wie zwischen 1924 und 1930 sowie 1951 bis 1955 war der See vollständig gefüllt. In Jahren mit geringen Niederschlägen kann er vollständig austrocknen. Im 20. Jahrhundert geschah dies in den Jahren 1914, 1924 und 1944; seit der schweren Dürre, die in den späten 1970er Jahren begann, ist dies ein regelmäßiges Phänomen.:S. 21:S. 85 Niedrige Wasserstände werden durch den Bau von Staudämmen am Fluss Niger oder seinen Nebenflüssen noch verstärkt, da sie Wasser zurückhalten und damit die maximale Höhe der Überflutungen flussabwärts mindern. Von den bestehenden Dämmen ist der Sélingué-Damm am Fluss Sankarani im Südwesten Malis der bedeutendste, er kann 2,2 km³ Wasser speichern.:S. 22–23 Es gibt Pläne für einen neuen Staudamm, den Fomi-Damm, am Niandan-Fluss in Guinea, der fast die dreifache Menge an Wasser speichern kann. Wenn dieser Damm gebaut würde, würde die Intensität des jährlichen Hochwassers weiter reduziert.:S. 27–28
Eines der wichtigsten Ziele eines Projekt des Sudan-Sahel-Büros der Vereinten Nationen (UNSO, 1986–1990) war es, die Verbindung des Niger mit dem Faguibine zu verbessern und einige der Mäander des Kondi-Kanals abzuschneiden. Das Projekt wurde von der Tuareg-Rebellion zwischen 1990 und 1995 unterbrochen. Während der 1980er Jahre hatte die geringe Höhe der jährlichen Überflutungen einen intensiven Kampf um das Wasser verursacht, die lokale Bevölkerung dämmte die Strömung in den Kanälen ein und installierte Fischreusen. Seit 2003 finanziert die deutsche Hilfsorganisation Mali-Nord den Bau von bewässerten Flächen, die den Fluss des Wassers in den Kanälen nicht behindern.:S. 15–16
Im Jahr 2006 hat die Regierung von Mali das Office pour la Mise en Valeur du système Faguibine (OMVF) ins Leben gerufen. Sein Ziel ist es, die Kanäle zu erhalten und die Dünen durch das Pflanzen von Balsam-Wolfsmilch und Eukalyptus zu stabilisieren.:S. 34 Ein Großteil der Vegetation, die Dünen stabilisiert hatte, ist aufgrund der Dürre, die in den späten 1970er Jahren begann, verschwunden. In der Folge wurde Sand in die Kanäle geweht oder geschwemmt. Die Schwelle bei Kamaïna liegt neben Dünen und ist besonders anfällig für die Ansammlung von Sand. Seit 2002 arbeiten die Bewohner der Dörfer bei der Beseitigung des Sandes mit, seit 2006 werden die Aktivitäten vom OMVF organisiert und vom Welternährungsprogramm der Vereinten Nationen unterstützt. Im Oktober 2008 arbeiteten rund 1000 Menschen sechs Tage lang daran, den Sand zu entfernen.:S. 17
In einem von der Regierung Norwegens finanzierten Projekt untersucht das Umweltprogramm der Vereinten Nationen das Ökosystem des Sees und sucht Wege, mit dem die Verwaltung von Grundstücken und der Wasserkreislaufes verbessert werden könnte. Das Projekt soll von 2008 bis 2015 laufen und ist mit einem Startbudget von 1 Million US-Dollar ausgestattet.:S. 5
Maximaler Wasserstand (in Metern) des Niger bei Diré